# Китайско-монгольская граница
Китайско-монгольская граница (кит. трад. 中國—蒙古國邊界, упр. 中国—蒙古国边界, пиньинь Zhōngguó—Ménggǔ guó biānjiè; монг. Монгол-Хятадын хил) — государственная граница между Китаем и Монголией. Она имеет протяжённость 4630 км и проходит с запада на восток между двумя пунктами пересечения границы с Россией, при этом большая часть пограничной области находится в пустыне Гоби.

## Описание
Граница начинается на западе страны у границы с Россией в Горном Алтае, то есть всего в 100 км к востоку от точки, где соприкасаются границы Китая, Монголии и России. Оттуда она проходит по суше в основном на юго-восток, с прямыми участками, преобладающими на участке пустыни Гоби, до самой южной точки Монголии к северу от 40° 30'. Оттуда она идёт по суше на северо-восток к горам Большого Хингана у самой восточной точки Монголии. Оттуда граница поворачивает на северо-запад, а затем на запад, пересекает Халхин-Гол на участке до перехода через озеро Буйр-Нуур, а затем резко поворачивает на северо-восток до точки пересечения с границей РФ.

## История

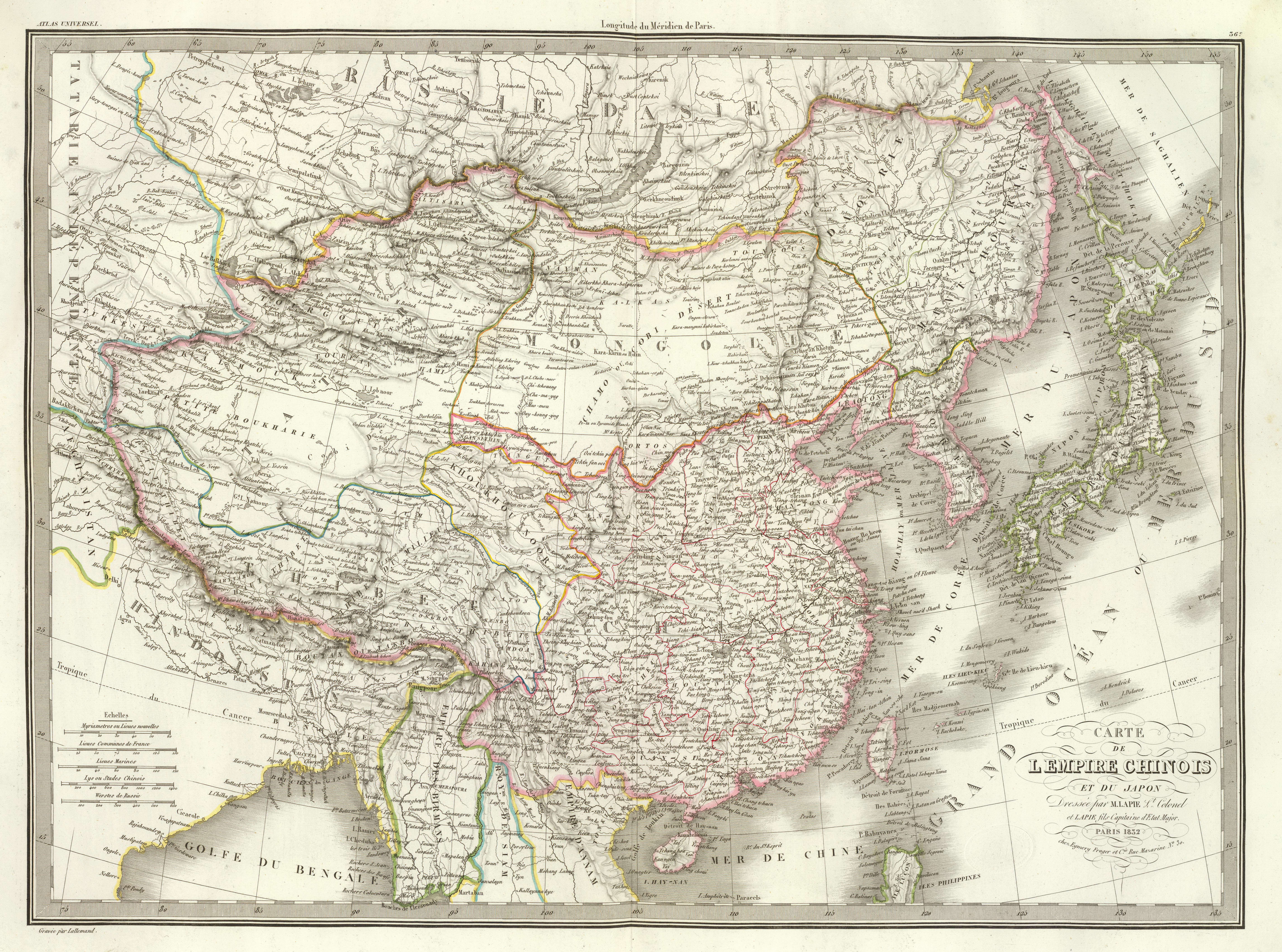
Карта Империи Цин

В течение XVIII века Российская империя расширила свои границы до Сибири, что привело к конфликту с империей Цин, которая в то время сохраняла незначительный контроль над монгольской территорией. Большая часть нынешней российско-монгольской границы была установлена Кяхтинским договором в 1727 году.
Когда империя Цин пала в результате Синьхайской революции в 1911 году, монгольские националисты воспользовались возможностью объявить Внешнюю Монголию независимой при поддержке Российской империи. В 1915 году был подписан Второй Кяхтинский договор, по которому Российская империя признала формальный сюзеренитет Китайской республики над Монголией, хотя Россия сохраняла значительное влияние, оставив страну в действительности в положении полуавтономного кондоминиума. После революции 1917 года в России Китай вторгся в Монголию в надежде восстановить полный контроль над её территорией, однако в конечном итоге интервенты были отбиты советско-монгольскими войсками в ходе народной революции. Отказ Китая признать независимость страны означал, что формальной делимитации границы не проводилось, хотя на практике это не было актуальной проблемой ввиду удалённости, негостиприимности и малонаселённости приграничной территории. Однако после вторжения Японской империи в Маньчжурию в 1931 году и споров по поводу региона Номонхан Монголия и японское марионеточное государство Маньчжоу-Го в 1935—1939 годах провели делимитацию небольшой части своей восточной границы в районе озера Буйр-Нуур, хотя Япония позднее потерпела поражение во Второй мировой войне, что поставило после вступления в силу Сан-Францисского мирного договора под сомнение статус этого соглашения. 
После референдума о независимости Монголии и заверений СССР в том, что он не будет вмешиваться в дела Синьцзяна, Китай согласился признать независимость Монголии в 1946 году. Вскоре возникли споры из-за границы, особенно из-за богатых золотом гор Байтик в 1947 году, а дальнейшая работа по делимитации границы была затруднена гражданской войной в Китае. После победы коммунистов в гражданской войне и провозглашения КНР отношения с Монголией неуклонно улучшались, и две страны подписали 26 декабря 1962 года договор о делимитации границы. Далее в 1963—1964 годах была проведена полная демаркация границы, а 30 июня 1964 года — подписан окончательный договор с подробным набором карт. Хотя с тех пор отношения временами становились напряженными, особенно во время советско-китайского раскола, когда МНР встала на сторону СССР, граница сохранилась на прежнем уровне, а отношения между двумя государствами в целом оставались относительно тёплыми.

## Пограничные переходы
На границе имеются пять официальных пунктов пропуска:
- Булган — Такашикен
- Бичигт Зуун-Хатавч
- Замин Ууд — Эрлян
- Шевехурен — Секхи
- Самбер — Аркса / Аершан

## Исторические карты
Исторические карты границы из Международной карты мира середины XX века (частично):

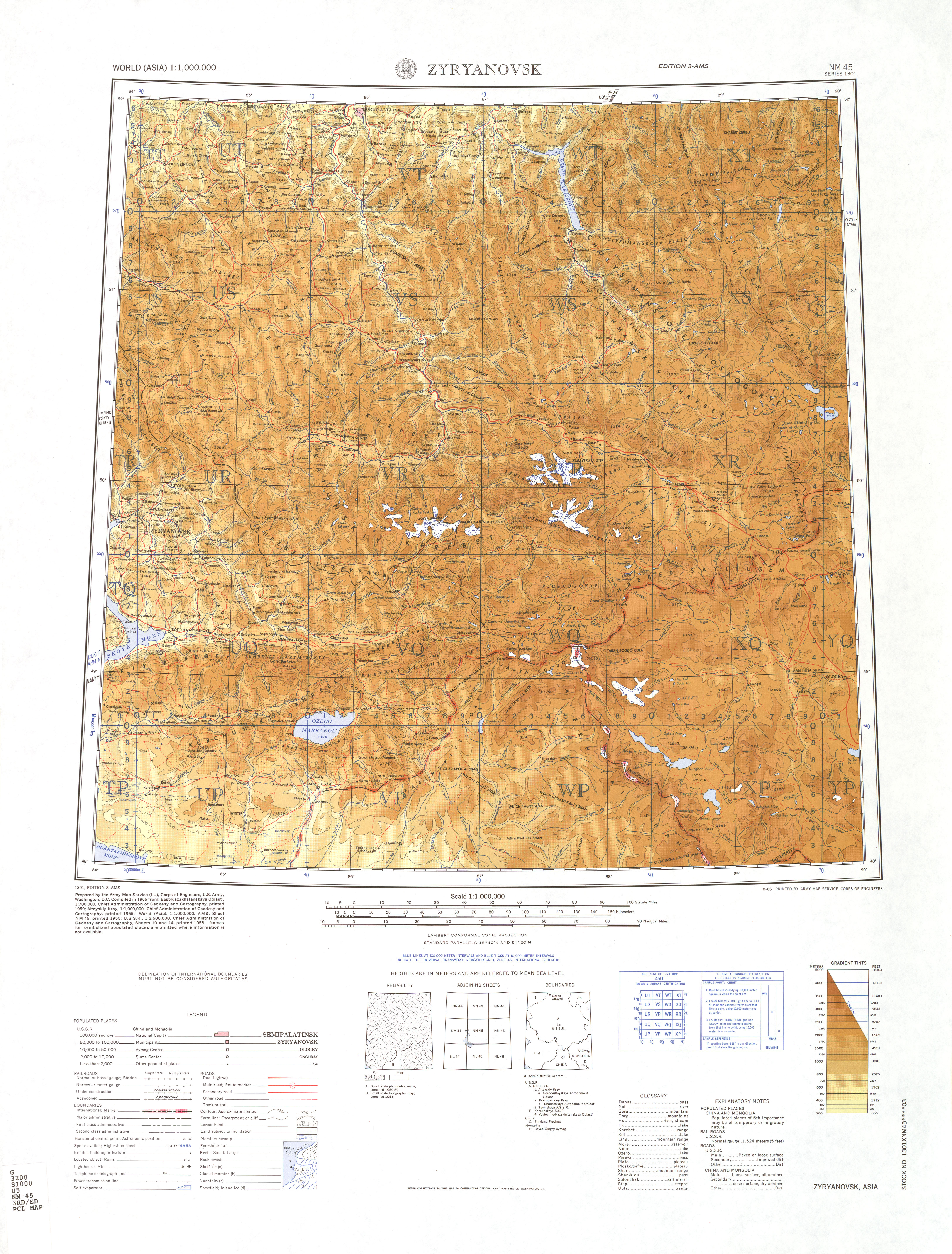
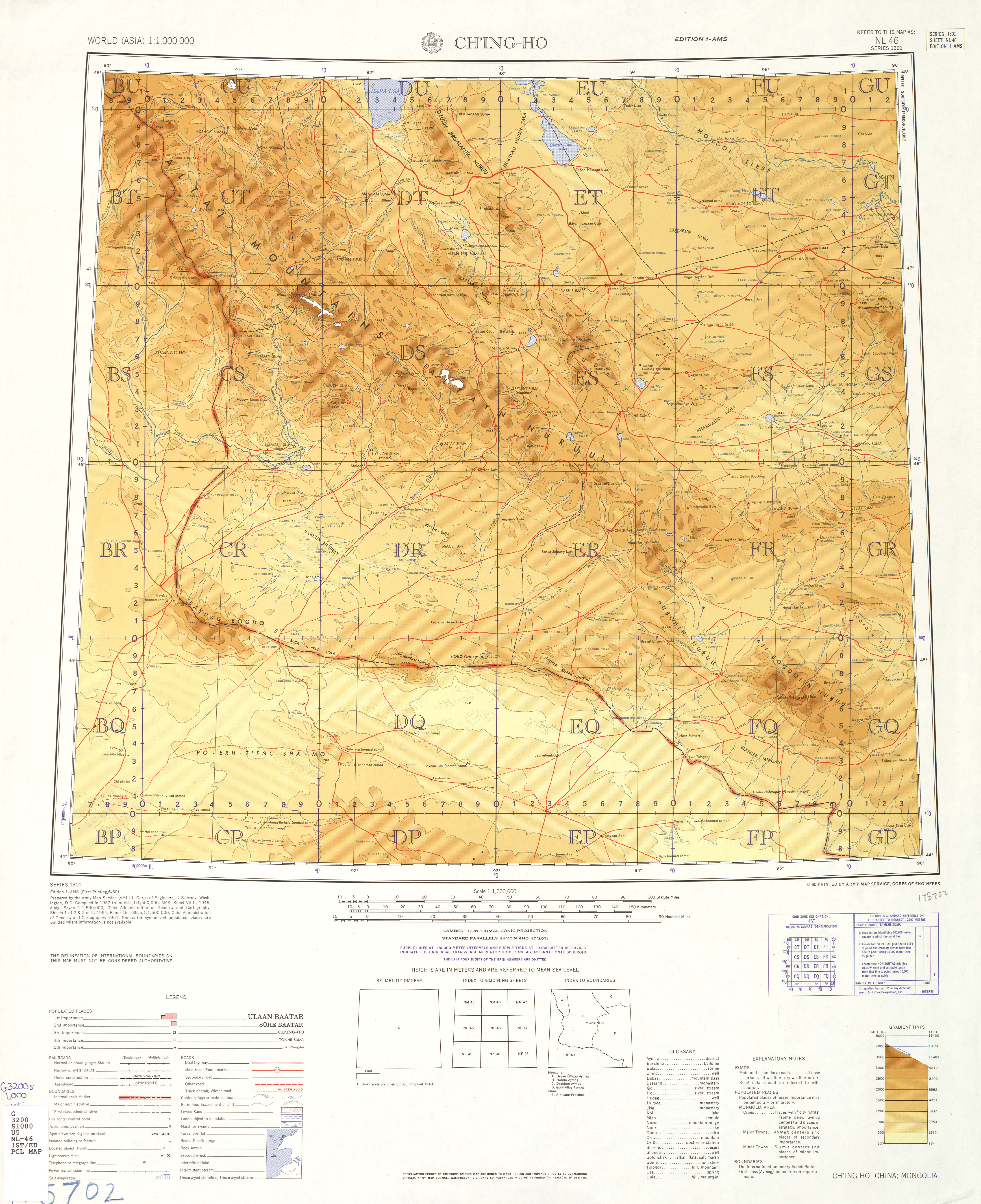
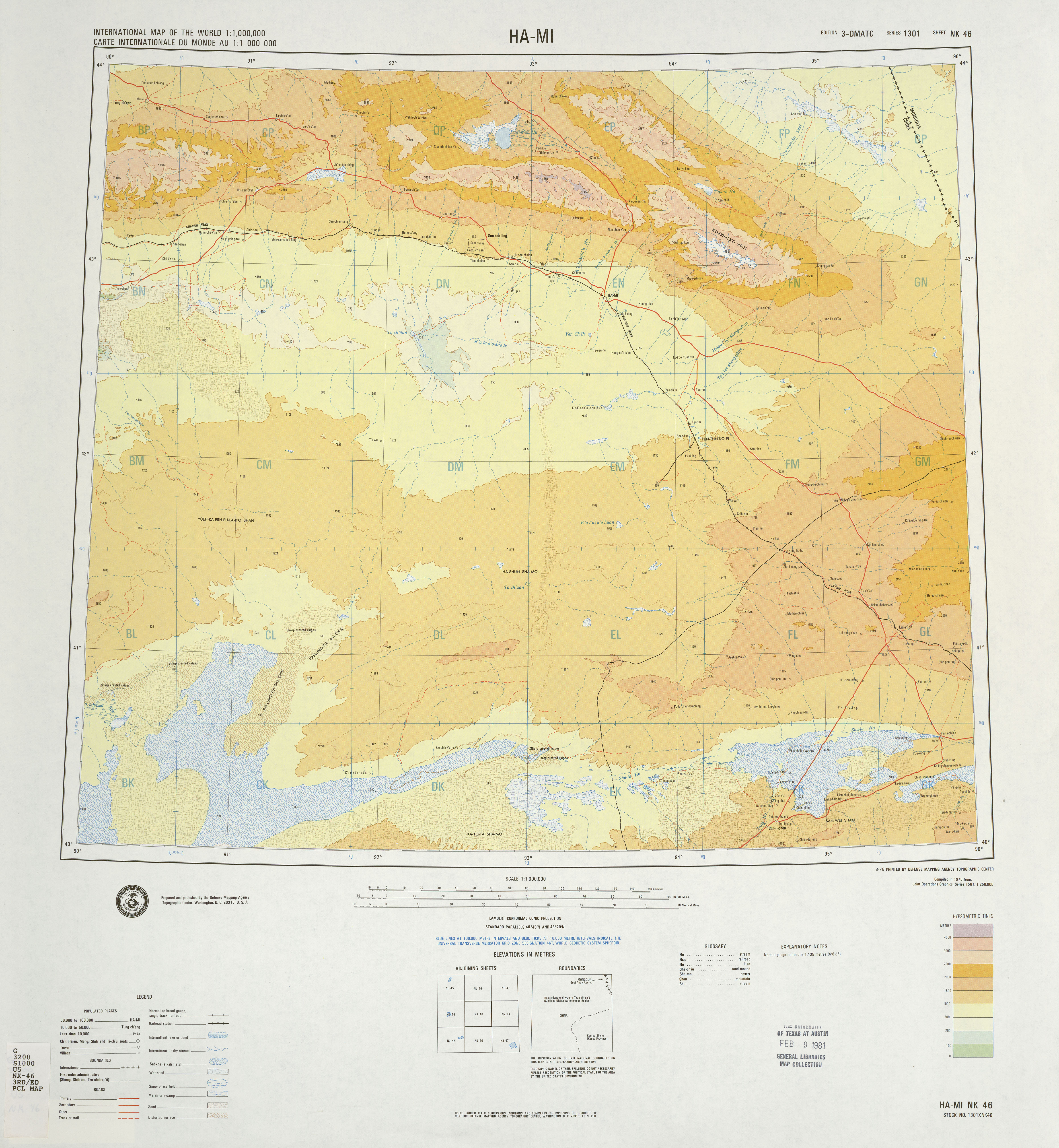
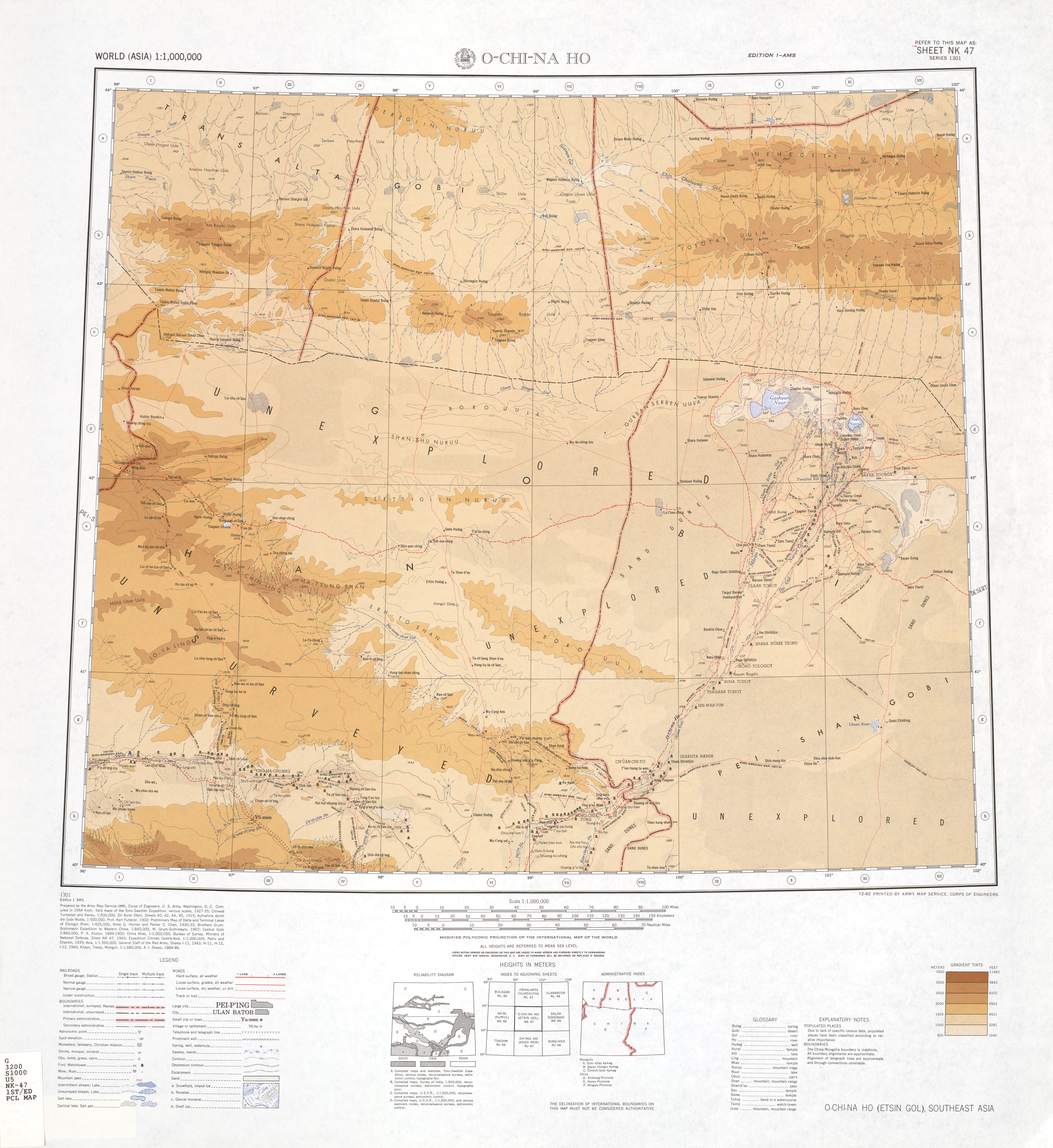
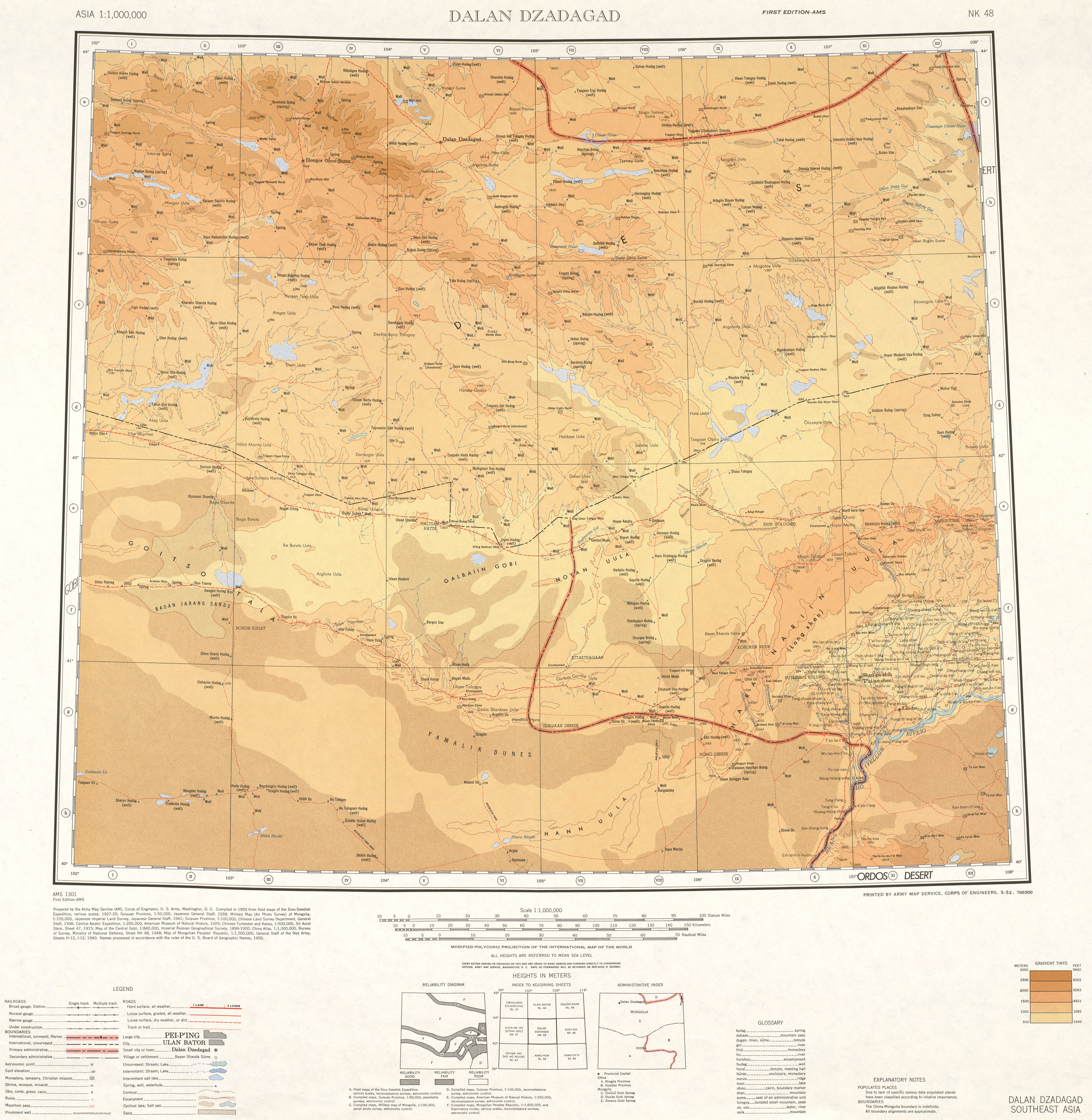
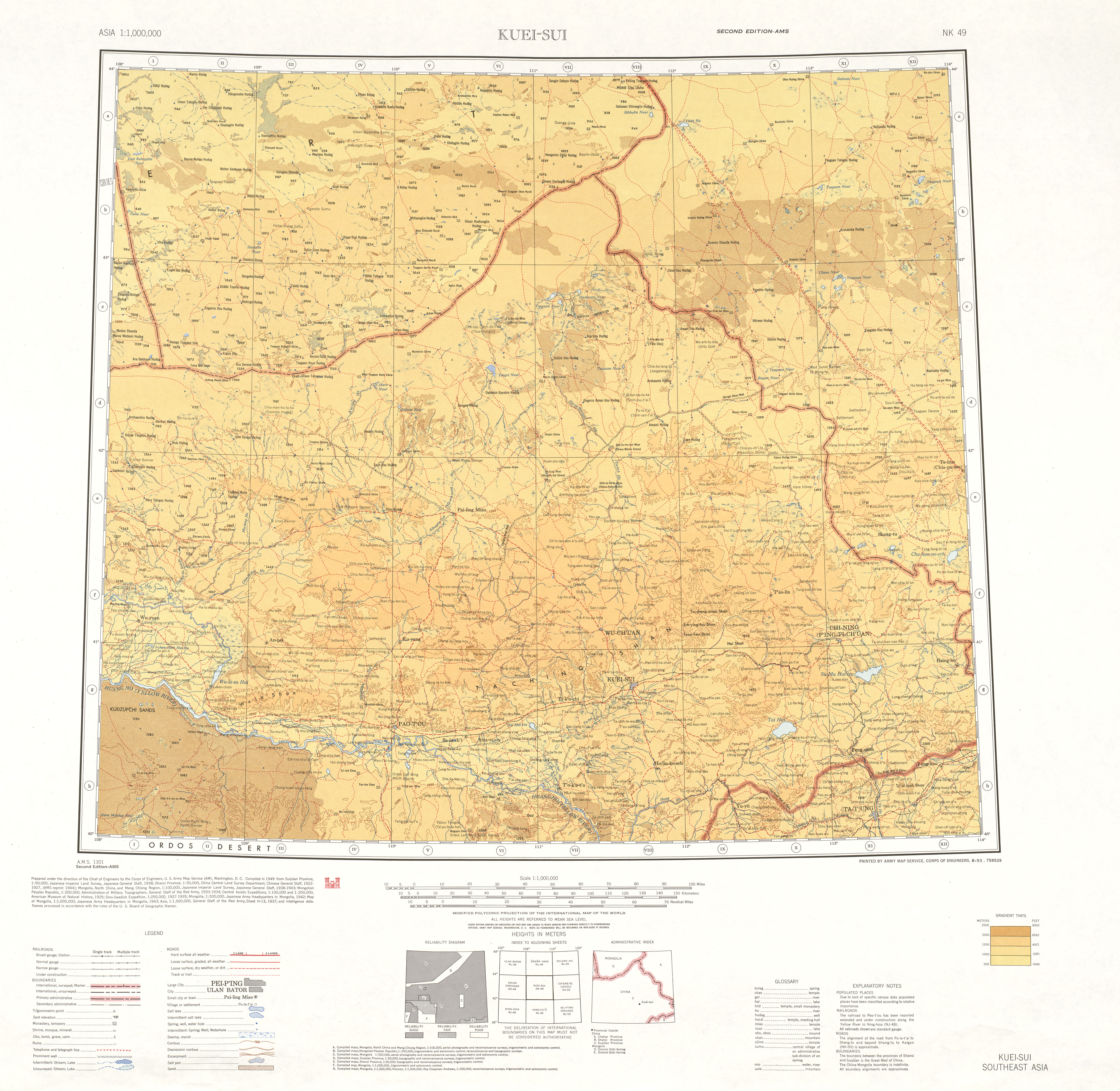
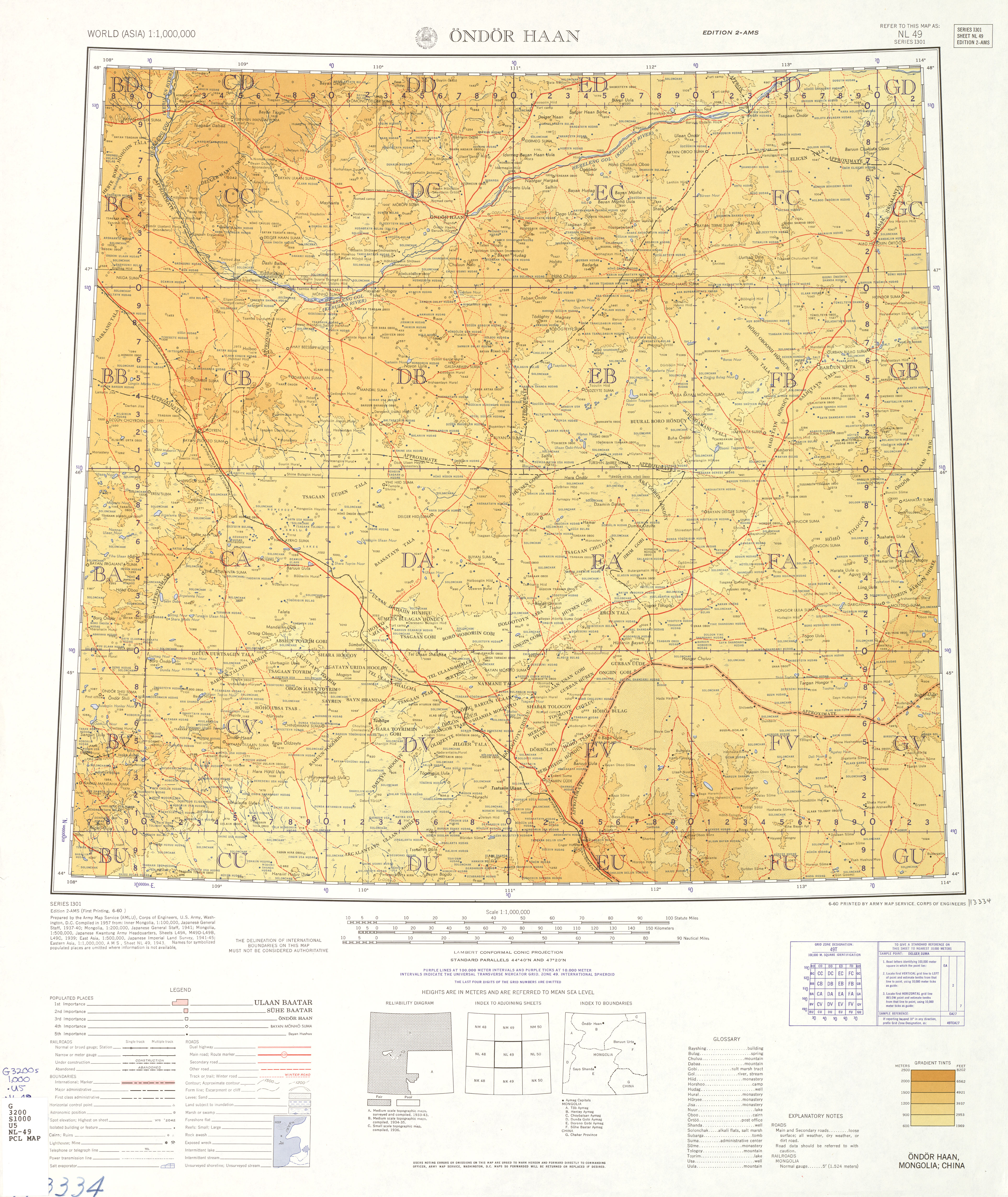
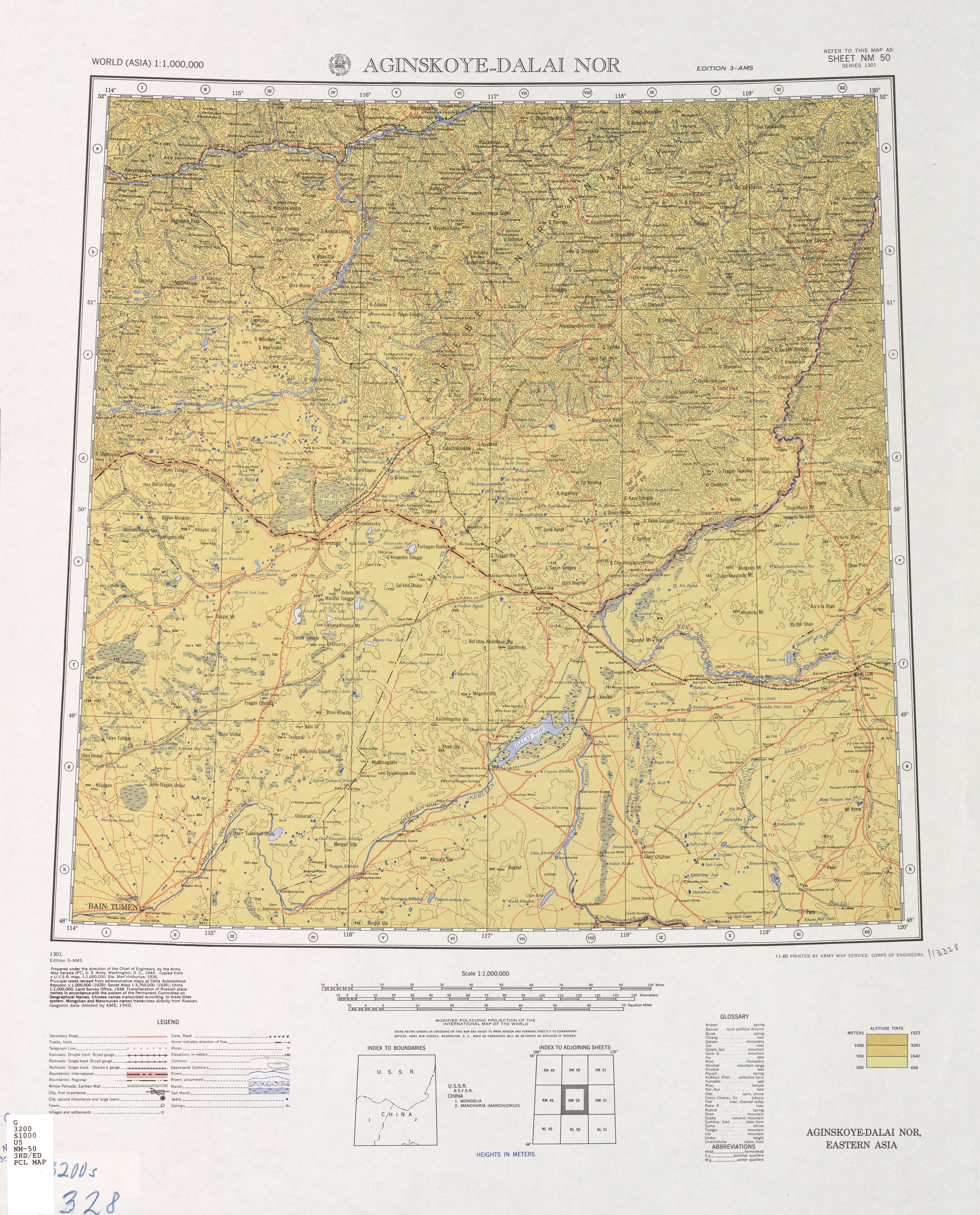